# Port Kembla
Port Kembla est un port, un important complexe industriel (l'un des plus grands d'Australie) et un quartier de Wollongong dans l'Illawarra une région de Nouvelle-Galles du Sud, en Australie. S'il s'agit surtout d'un complexe industriel avec ses aciéries et son port avec ses nombreux cargos, on y trouve aussi un petit port avec une laisse de mer naturelle et une petite ville avec ses boutiques. Elle est située à l'extrémité de Red Point qui a été vu pour la première fois pour un européen par le capitaine James Cook en 1770. La ville est reliée à Wollongong par la Springhill Road et rendue notable par ses aciéries, de nombreux bateaux utilisant son port.
Il a beaucoup d'usines et la pollution pose un problème.

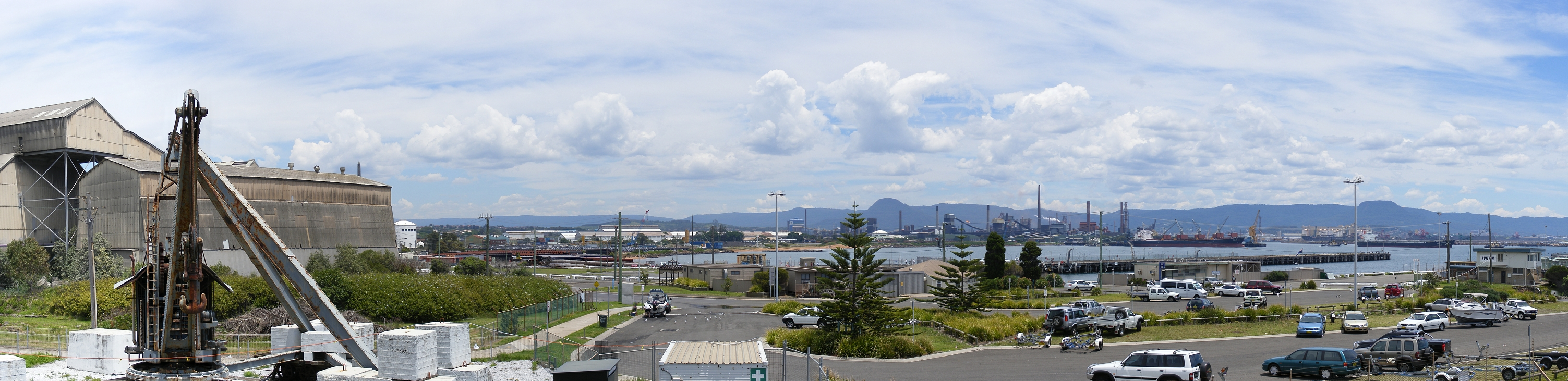
Panorama de Port Kembla